# Leonardo Villalba
Leonardo Enrique Villalba (El Colorado, Argentina; 29 de noviembre de 1994) es un futbolista argentino. Juega como delantero y su equipo actual es Tristán Suárez de la Primera B Nacional de Argentina.

## Trayectoria
Vélez Sarsfield fichó a Villalba en 2009. Su primera aparición en la Primera División llegó el 11 de mayo de 2013 contra el Arsenal de Sarandí, con Ricardo Gareca sustituyéndolo en los últimos seis minutos del empate 2-2. Fue seleccionado veintiuna veces más en las siguientes tres temporadas en todas las competiciones, y Villalba también marcó su primer gol contra La Emilia en la Copa Argentina en abril de 2015. En julio siguiente, Villalba fue cedido al Panonios de la Superliga de Grecia. Permaneció durante la totalidad de 2015-16, haciendo su debut en una victoria sobre Panathinaikos en septiembre antes de marcar contra Panetolikos en octubre.
Después de veintiséis partidos en el fútbol griego, Villalba regresó a su tierra natal con el Douglas Haig de la Primera B Nacional, en calidad de préstamo en julio de 2016. Siete goles, que incluían un par de Santamarina, se produjo a pesar del descenso del sufrimiento del club. Antes de 2017-18, Villalba cambió a Vélez Sarsfield por Flandria.  Hizo su reverencia en un partido con Juventud Unida el 17 de septiembre de 2017. Once meses después, a mediados de 2018, Villalba se trasladó a Defensa y Justicia de la Primera División. Sin embargo, de inmediato fue cedido a la segunda B con Sarmiento. Marcó tres goles en sus primeros quince partidos con el equipo de Junín.
En julio de 2019, Villalba firmó un contrato con el recién ascendido equipo de Primera División Central Córdoba. Jugó en seis apariciones, aunque solo una fue como titular, ya que se fue cinco meses después de unirse. En enero de 2020, Villalba completó un regreso a Grecia con el equipo Lamia de la Superliga de Grecia. Anotó una vez en la liga, que ocurrió el 8 de junio durante un partido con Panetolikos; los mismos oponentes de su único gol con Panionios en 2015-16. También anotó en la derrota de cuartos de final de la Copa de Grecia ante el Olympiacos en febrero. Villalba rescindió mutuamente su contrato con Lamia el 14 de diciembre de 2020.
El 4 de enero de 2021, Villalba se dirigió a Perú con destino a UTC de Cajamarca de la Primera División de Perú. Jugó 24 partidos y logró anotar un gol. No logró clasificar a algún torneo internacional.

## Selección nacional
En 2011, Villalba ganó seis partidos con Argentina en el Campeonato Sudamericano Sub-17 en Ecuador; ya que su país terminó en tercer lugar.

## Clubes
| Club               | País      | Año         | Partidos | Goles |
| ------------------ | --------- | ----------- | -------- | ----- |
| Vélez Sarsfield    | Argentina | 2013 - 2017 | 20       | 2     |
| Panionios          | Grecia    | 2015 - 2016 | 21       | 1     |
| Douglas Haig       | Argentina | 2016 - 2017 | 31       | 7     |
| CSD Flandria       | Argentina | 2017 - 2018 | 12       | 0     |
| Defensa y Justicia | Argentina | 2018        | 1        | 0     |
| Sarmiento          | Argentina | 2018 - 2019 | 27       | 3     |
| Central Córdoba    | Argentina | 2019        | 6        | 0     |
| Lamia FC           | Grecia    | 2020        | 12       | 1     |
| UTC                | Perú      | 2021        | 22       | 1     |
| Tristán Suárez     | Argentina | 2022 - Act. | 26       | 0     |